# James Charles Brady
Pour les articles homonymes, voir Brady.
Cet article possède un paronyme, voir James Brady (homonymie).
James Charles Brady (21 janvier 1876-24 janvier 1962) est un homme politique canadien de la Colombie-Britannique. Il est député fédéral conservateur de la circonscription britanno-colombienne de Skeena de 1926 à 1930. 